# Gotta Tell You
A Gotta Tell You Samantha Mumba ír énekesnő első albuma és egyetlen stúdióalbuma. 2000-ben jelent meg, a legnagyobb sikert a címadó dal, a Gotta Tell You aratta, amely több országban is a top 5-be került a slágerlistán.

## Számlista

### Európai és japán kiadás
| #                       | Cím                                      | Szerzők | Hossz |
| ----------------------- | ---------------------------------------- | ------- | ----- |
| 1.                      | Gotta Tell You                           |         | 3:20  |
| 2.                      | Body II Body                             |         | 3:57  |
| 3.                      | Baby Come On Over                        |         | 3:03  |
| 4.                      | Isn’t It Strange                         |         | 3:29  |
| 5.                      | Lately                                   |         | 5:06  |
| 6.                      | What’s It Gonna Be                       |         | 2:58  |
| 7.                      | Always Come Back to Your Love            |         | 3:34  |
| 8.                      | Lose You Again                           |         | 3:27  |
| 9.                      | Feelin’ Is Right                         |         | 3:49  |
| 10.                     | Never Meant to Be                        |         | 4:09  |
| 11.                     | Believe in Me                            |         | 3:31  |
| 12.                     | Til the Night Becomes the Day            |         | 3:43  |
| Brit kiadás             |                                          |         |       |
| 13.                     | Stand by Your Side                       |         | 3:27  |
| 14.                     | Gotta Tell You (Teddy Riley Remix)       |         | 3:47  |
| 15.                     | Signed, Sealed, Delivered I’m Yours      |         | 2:54  |
| Japán kiadás            |                                          |         |       |
| 13.                     | Where Does It End Now?                   |         |       |
| Európai új kiadás, 2001 |                                          |         |       |
| 1.                      | Gotta Tell You                           |         | 3:20  |
| 2.                      | Body II Body                             |         | 3:57  |
| 3.                      | Baby Come On Over                        |         | 3:03  |
| 4.                      | Isn’t It Strange                         |         | 3:29  |
| 5.                      | Lately                                   |         | 5:06  |
| 6.                      | What’s It Gonna Be                       |         | 2:58  |
| 7.                      | Always Come Back to Your Love            |         | 3:55  |
| 8.                      | Feelin’ Is Right                         |         | 3:49  |
| 9.                      | Never Meant to Be                        |         | 4:09  |
| 10.                     | Til the Night Becomes the Day            |         | 3:43  |
| 11.                     | The Boy (feat. Omero Mumba)              |         | 3:27  |
| 12.                     | I Don’t Need You To (Tell Me I’m Pretty) |         | 3:46  |
| 13.                     | Stand by Your Side                       |         | 3:27  |
| 14.                     | Gotta Tell You (Teddy Riley Remix)       |         | 3:47  |
| 15.                     | Signed, Sealed, Delivered I’m Yours      |         | 2:54  |

### Amerikai kiadás
1. Gotta Tell You
2. Baby, Come Over (This Is Our Night)
3. The Boy (Remix featuring will.i.am) – 4:05
4. Don’t Need You To (Tell Me I’m Pretty)
5. Always Come Back to Your Love – 3:54
6. Feelin’ Is Right
7. Body II Body
8. What’s It Gonna Be
9. Never Meant to Be
10. Isn’t It Strange
11. Lately

## Kislemezek
- Gotta Tell You (2000)
- Body II Body (2000)
- Always Come Back to Your Love (2001)
- Baby Come On Over (This Is Our Night) (2001)
- I Don’t Need You (To Tell Me I’m Pretty) (2001)
- Lately (2002)

## Slágerlistás helyezések és minősítések

### Helyezések
| Slágerlista (2000–01)   | Legfelső helyezés |
| ----------------------- | ----------------- |
| Ausztrál Heatseekers    | 8                 |
| Brit albumslágerlista   | 9                 |
| Ír albumslágerlista     | 4                 |
| Svájci albumslágerlista | 53                |
| USA Billboard 200       | 67                |

| Ország             | Minősítés    | Elkelt példányszám |
| ------------------ | ------------ | ------------------ |
| Egyesült Királyság | Platinalemez | 300 000+           |